# 호시야역
호시야역(일본어: 布施屋駅, ほしやえき)은 일본 와카야마현 와카야마시에 있는 서일본 여객철도의 철도역이다.

## 역 구조
두 개의 단식 승강장이 합쳐진 2면 2선 구조의 지상역으로, 교행 시설이 갖추어져 있다. 역사는 하행선 승강장 쪽에 있으며, 상행선 승강장과는 과선교로 이어져 있다. 와카야마역이 관리하는 무인역이다.

### 승강장
| 1 | ■ 와카야마 선 | 와카야마 방면          |
| 2 | ■ 와카야마 선 | 고카와 · 하시모토 방면 |

## 역사
- 1899년 5월 3일 - 기와 철도 후나토 ~ 다이노세 사이에 정류장으로 개업. 같은 해 10월 1일 보통역이 되었다.
- 1907년 10월 1일 - 국유화에 따라 일본국유철도의 소속이 되었다.
- 1987년 4월 1일 - 민영화에 따라 서일본 여객철도의 소속이 되었다.

## 인접역
| 서일본 여객철도 와카야마 선 | 서일본 여객철도 와카야마 선 | 서일본 여객철도 와카야마 선 |
| --------------------------- | --------------------------- | --------------------------- |
| 기이오구라 오지 방면        | ■ 와카야마 선               | 센다 와카야마 방면          |